# Tristan Jussaume
Tristan Jussaume, né le 12 février 1996 à Contrecœur au Québec, est un coureur cycliste canadien. 
Sa sœur Laurie est également coureuse cycliste,. 

## Palmarès sur route

### Par année
- 2019
  - 2e du championnat du Canada du contre-la-montre juniors
- 2021
  -  Champion du Canada du contre-la-montre espoirs
- 2022
  -  Champion du Canada du contre-la-montre espoirs
  -  Médaillé d'or du contre-la-montre aux Jeux du Canada[3]
- 2023
  - Champion du Québec du contre-la-montre
  - 2e du championnat du Canada du contre-la-montre espoirs

### Classements mondiaux
| Année                                 | 2021  | 2022  | 2023  |
| ------------------------------------- | ----- | ----- | ----- |
| Classement mondial                    | 2123e | 1401e | 1977e |
| UCI America Tour                      | 354e  | 192e  | nc    |
|                                       |       |       |       |
| Légende : nc = non classéSource : UCI |       |       |       |

## Palmarès sur piste

### Championnats du monde juniors
- Francfort-sur-l'Oder 2019
  -  Médaillé de bronze de la poursuite

### Championnats nationaux
- 2018
  -  Champion du Canada de poursuite juniors
- 2019
  -  Champion du Canada de l'américaine juniors
  -  Champion du Canada de scratch juniors
- 2023
  - 3e du championnat du Canada de l'américaine